# Aculus gemmarum
Aculus gemmarum är en spindeldjursart som först beskrevs av Alfred Nalepa 1892.  Aculus gemmarum ingår i släktet Aculus, och familjen Eriophyidae. Arten är reproducerande i Sverige.